# George R. Price
George R. Price (1922 – 1975) foi um físico-químico americano que se tornou biólogo evolucionário, mais conhecido por derivar a equação de Price - uma explicação matemática para a base genética do comportamento altruísta.